# Jet Moto
JetMoto is een computerspel dat werd ontwikkeld door SingleTrac Entertainment Technologies en uitgeven door Sony Computer Entertainment America voor de Sony PlayStation. Het spel kwam op 14 november 1996 uit voor de Sony PlayStation. Hierna volgde releases voor andere platforms, waarvan de laatste in 2012 voor de PlayStation Vita. Het spel is een racespel waarbij de speler een toekomst voertuig (motorfiets/hoverbike) moet besturen. Elke race bestaat uit 20 deelnemers en de gene die als eerste bij de finish is heeft gewonnen. Het perspectief van het spel is in de derde persoon.

## Platforms
| Jaar | Platform           |
| ---- | ------------------ |
| 1996 | PlayStation        |
| 1997 | Windows            |
| 2007 | PSP, PlayStation 3 |
| 2011 | Android            |
| 2012 | PS Vita            |

## Ontvangst
| Beoordeeld door                     | Platform    | Datum            | Score |
| ----------------------------------- | ----------- | ---------------- | ----- |
| Electronic Gaming Monthly (EGM)     | PlayStation | januari 1997     | 93%   |
| Mega Fun                            | PlayStation | december 1996    | 82%   |
| Absolute Playstation                | PlayStation | december 1996    | 80%   |
| High Score                          | PlayStation | februari 1997    | 80%   |
| All Game Guide                      | PlayStation | 1998             | 80%   |
| Absolute Playstation                | PlayStation | december 1996    | 80%   |
| PC Player (Duitsland)               | Windows     | maart 1998       | 76%   |
| Adrenaline Vault, The (AVault)      | Windows     | 17 december 1997 | 70%   |
| Digital Press - Classic Video Games | PlayStation | 26 juni 2006     | 45%   |
| Computer Games Magazine             | Windows     | 26 januari 1998  | 40%   |